# Districte de Sinjau
El Districte de Sinjau és un dels tres districtes del departament francès de l'Alt Loira, a la regió d'Alvèrnia-Roine-Alps. Té 9 cantons i 44 municipis. El cap del districte és la sotsprefectura de Sinjau.

## Cantons
cantó d'Aurec de Lèir - cantó de Bas de Bassès - cantó de Monistròu de Lèir - cantó de Montfaucon de Velai - cantó de Retornac - cantó de Sant Didèir de Velai - cantó de Santa Sigolena - cantó de Tença - cantó de Sinjau